# لاري جو إينمان
لاري جو إينمان (بالإنجليزية: Larry Joe Inman)‏ هو مدرب كرة سلة أمريكي، ولد في 3 يناير 1948 في غالاتين في الولايات المتحدة.